# RotorWay A600 Talon
Die RotorWay A600 Talon ist ein einmotoriger, zweisitziger Bausatz-Hubschrauber des US-amerikanischen Herstellers RotorWay International.

## Geschichte
Die ersten Tests mit der A600 fanden im Januar 2007 statt, und am 23. Juli 2007 wurde der Talon auf der EAA AirVenture Oshkosh in Oshkosh (Wisconsin) der Öffentlichkeit vorgestellt. Der Hubschrauber wird als Bausatz ausgeliefert, kann aber auch als Fertigprodukt erworben werden. Der Neupreis soll bei rund 150.000 USD liegen. Bei den Flugerprobungsflügen kam es am 15. März 2011 zu einem Zwischenfall mit einem Werkshubschrauber, bei dem die Maschine zerstört, aber niemand verletzt wurde.

## Konstruktion

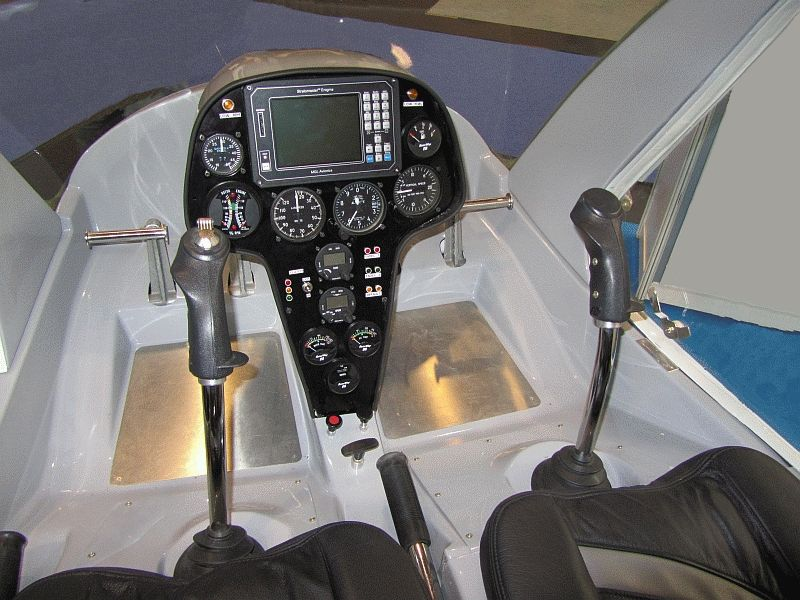
Das Cockpit einer A600 Talon.

Die A600 verfügt über einen Zweiblatt-Hauptrotor mit asymmetrischen Rotorblättern und einen Zweiblatt-Heckrotor mit symmetrischem Rotorblattprofil. Im Gegensatz zum Exec wird der Heckrotor konventionell über eine Antriebswelle angetrieben. Diese Lösung ist zwar technisch aufwändiger und teurer, aber auch wesentlich ausfallsicherer als der häufig kritisierte Riementrieb des Exec.
Der wassergekühlte Vierzylinder-Boxermotor ist in zwei Varianten erhältlich, als RotorWay RI 600N mit 147 PS oder als RI 600S (Supercharged) mit 167 PS, wird bei RotorWay selbst gefertigt und verfügt über ein FADEC-System. Im Cockpit wird ein EFIS (MGL Stratomaster Enigma) anstelle herkömmlicher Analoganzeigen eingesetzt.
Als Landevorrichtung wird ein Landegestell eingesetzt, auch sind Schwimmer erhältlich.